# Islas Chelbacheb
Las islas Chelbacheb (también conocidas como islas Roca) son un pequeño archipiélago de 200 a 300 islas de piedra caliza en Palaos, entre las islas de Koror y Peleliu. Las islas están formadas de un arrecife de coral parcialmente emergido  y están deshabitadas, pero son famosas por sus playas y bosques tropicales y por la peculiar forma en la mayoría de las islas.
El archipiélago se divide en siete grupos distribuidos de norte a sur:
- Islas Ulubsechel (6 km²): ubicado al noroeste y justo al sur de la isla de Koror. Está conformado por 20 islas;
- Islas Urukthapel o Ngeruktabel (25 km²): al suroeste de Ulubsechel y conformado por 80 islas, del cual sobresale la isla de Ngerukthable;
- Islas Ulong (0,08 km²): quince islas ubicadas al oeste de Urukthapel;
- Islas Mecherchar (19 km²): 70 islas ubicadas al sur de Ngeruktabel, del cual sobresale la isla de Eil Malk. En esta isla está situado el llamado lago de las Medusas.
- Islas Ngerukeuid o Seventy Islands (0,2 km²): 40 islas ubicadas al oeste de Mecherchar;
- Islas Ngemelis (0,9 km²): 20 islas ubicadas al sur de Ngerkeuid, sobresale la isla de Dmasech;
- Islas Ngeroi (1,2 km²): en el extremo meridional del archipiélago, a sólo 5 km al norte del estado de Peleliu. Consiste en cinco islas.

## Imágenes

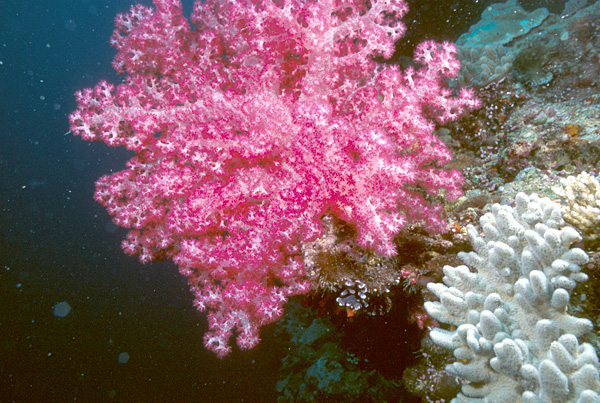
Los corales blandos que crecen en la pared vertical.
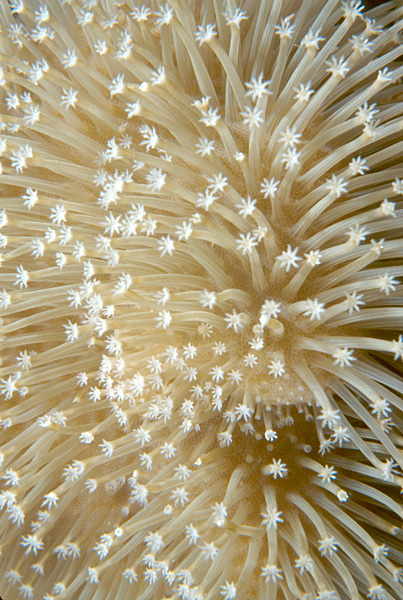
Detalle de coral blando.
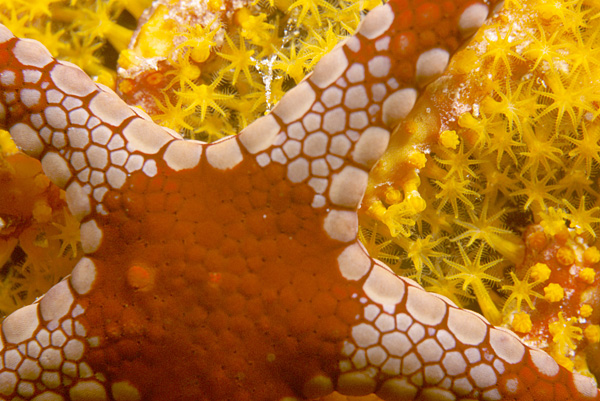
Estrella de mar de los fondos coralinos.
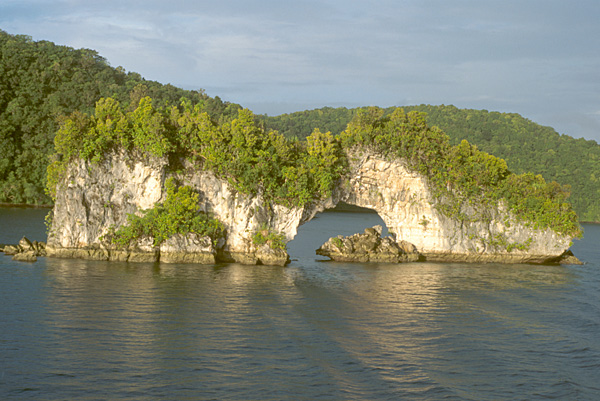
Una de las muchas islas rocosas.